# 師管区司令部
師管区司令部（しかんくしれいぶ）は、1945年4月に日本陸軍が日本と朝鮮の各地に置いた師管区部隊の司令部である。以前の留守師団司令部を改称して作られた。軍管区司令部の隷下にあって、師管区における陸軍の行政的業務、動員、地域防衛を掌った。8月15日の敗戦後も残務処理のためしばらく存続したが、同年11月に廃止された。

## 設置
2月9日制定の師管区司令部令により設置が決められ、4月1日その施行とともに発足した。同日制定の軍管区司令部令により、上級司令部として軍管区司令部も設置され、一足先に発足していた。個々の司令部は、2月9日制定の軍令陸甲第25号により、内地では既存の留守師団司令部の改称によって編成した。朝鮮では、2つの留守師団司令部を京城、平壌師管区司令部に改称し、留守師団がない羅南、大邱、光州では新たに司令部を編成した。1師管区は内地においては2から5都府県にあたり、北海道と樺太は1つの旭川師管区をなした。
陸軍省の説明によれば、軍管区司令部と師管区司令部設置の趣旨は、「作戦的勤務と軍政的勤務との責任分界を明確にし、直接の作戦に任ずる者より軍政的勤務の煩を除去する」ことにあった。軍政的勤務とは、軍以外を相手にする活動（たとえば沿岸築城における土地・施設の収用、雇用契約、輸送機関の徴発等）、動員計画、治安維持のための出動である。こうして一般の師団から軍政的勤務が除かれたが、その逆は真ならずで、師管区司令部から作戦的任務がなくなったわけではなかった。

## 二重の指揮系統
制度上、師管区司令部は、二系統の指揮の結節点となった。一つは軍管区－師管区－連隊区という軍政の系、もう一つは、方面軍－軍管区－師管区－地区という地域防衛の系である。しかし、司令部要員の顔ぶれは、方面軍と軍管区がほとんど兼任、連隊区と地区もほとんど兼任だったので、組織の実体は一系統で、管区の司令部は管区業務と防衛の両方を担っていた。
その結果として、防衛戦闘では二系統の指揮が並ぶこととなり、こちらは実質的なものである。本土防衛では、軍管区と同じ範囲を持つ方面軍の下に、師団が都道府県よりずっと狭い防衛担任地域を与えられて守りについた。師管区司令部はこれと別に、数都府県にまたがる師管区を防衛担任地域として、直属の補充隊と、戦闘に適さない官衙のほか、地域住民を動員した特設警備隊・地区特設警備隊などを師管区部隊として束ねた。一地域に二重の指揮が及んだことになる。戦闘の主力は師団などの作戦部隊で、師管区部隊は警備等の補助的任務にあたった。二重の防衛指揮は、作戦部隊の指揮官から後方警備や民兵動員に関わる責任を除き、敵軍との戦闘に専念させる意味を持っていた。しかし、師団級の部隊がない防備の手薄な地域では、師管区司令部が主たる防衛指揮を委ねられた。

## 師管区司令部の編制
- 司令官　中将1名[3]
  - 参謀部・副官部　計28名
    - 参謀長　大佐または中佐1名
    - 参謀　中佐から大尉を3名
    - 副官　2名
    - 司令部付　7名
    - 書記　15名

  - 兵務部　部長以下16名
  - 経理部　部長以下15名
  - 軍医部　部長以下7名
  - 獣医部　部長以下5名
  - 法務部　部長以下6名

計108名、乗馬13頭。

## 敗戦後の業務と廃止
8月15日の敗戦後、全陸軍部隊は復員すべきものとされたが、師管区司令部は軍管区司令部、連隊区司令部などともに当分復員を行わないことになった。師管区司令部は復員業務にあたった。
11月いっぱいで陸軍省が解体されることになると、師管区司令部も復員が決められ、その復員の完結日は11月30日とされた。かわって設けられた第一復員省では、かつての師管区司令部の位置に復員監部の支部を置いた。復員監部はかつての軍管区司令部にあたり、師管区司令部はその一部として吸収された形である。支部は支部長以下17名を定員とし、復員監部の所在地には置かれないことが多かった。